# Masatoshi Sako
Masatoshi Sako, (en japonès: 佐古雅俊, Prefectura d'Hiroshima, 3 de maig de 1960) va ser un ciclista japonès, que s'especialitzà amb la pista. Va guanyar una medalla de bronze al Campionat del món de keirin de 1989.